# Juan Fernández Pacheco
Don Juan Gaspar Fernández Pacheca, (Escalona, Spanje 20 december 1563  - aldaar 5 mei 1615), 5e Hertog van Escalona, 5e Markies van Villena, 5e Graaf van Xiquena was een Spaanse edelman en tussen 1607 en 1610 onderkoning van Sicilië.

## Biografie
Hij was de zoon van Francisco López Pacheco de Cabrera y Bobadilla, 4e Hertog van Escalena en Juana Álvarez de Toledo. In 1574 erfde hij de titels van zijn vader bij diens overlijden.
In 1589 kreeg hij van Filips II de titel van ridder in de Orde van het Gulden Vlies.
Van 1602 tot 1606 was hij ambassadeur voor de Koning van Spanje in Rome (stad). In 1606 werd hij onderkoning van Sicilië. Hij stierf in 1615 in Escalona. Hij werd samen met zijn vrouw begraven in de kapel van het klooster van de Hiëronymieten in Segovia. 

## Huwelijk en kinderen
De hertog trouwde op 6 januari 1594 in Vila Viçosa met Serafina de Portugal Bragança (1566-1604), de dochter van Johan I van Bragança en Catharina van Guimarães. Zij kregen 10 kinderen, die echter niet allemaal de volwassenheid bereikten:
- Diego Antonio (1594–1616), stierf in gevangenschap in Istanboel
- Felipe Baltasar Fernández (1596–1633), 6e Hertog van Escalona
- Diego Roque (1599–1653), 7e Hertog van Escalona
- Cecilia (1603-1622)
- Juan Francisco (1606-1663), eerst bisschop van Cuena, later bisschop van Córdoba
- Maria, abdis

## Links
- (es) Alfonso de Ceballos-Escalera y Gila, Vizconde de Ayala, Juan Fernández Pacheco y Toledo. Real Academia de la Historia. Geraadpleegd op 8 februari 2020.
- (fr) CHEVALIERS DE LA TOISON D’OR — MAISON DE HABSBOURG (HOUSE OF HABSBURG). Geraadpleegd op 8 februari 2020.